# 牙科乡
牙科乡是中国陕西省宝鸡市陇县下辖的一个乡。

## 行政区划
牙科乡下辖以下行政区：
牙科村、申家咀村、磨儿塬村、梁甫村、予村、闫家庵村、盘艾村、杨家坡村、焦家山村、鸡家庄村、丁马村